# Museo Armería 9 de Abril
El Museo Armería 9 de Abril se encuentra ubicado en La Habana, Cuba en la calle Mercaderes 157. El museo es una antigua armería, originalmente perteneciente a la Compañía Armera de Cuba, que la instaló en 1934 en aquel sector de La Habana Vieja. Su destino como museo y el nombre «9 de Abril» le fue añadido después del triunfo de la Revolución Cubana en 1971 por orden de Fidel Castro, en conmemoración a un asalto que un grupo de revolucionarios realizó al local para abastecerse de armas en 1958.
La colección del museo se compone de las armas originalmente en venta, como también de armas antiguas y otras utilizadas en las acciones armadas de la revolución. Apenas victoriosa la revolución, el gobierno resultante declaró al lugar Monumento Nacional de Cuba y sitio histórico.

## Historia
La Compañía Armera de Cuba instaló la armería en 1934, donde además vendía objetos de pesca en su salón principal. El 9 de abril de 1958, en el contexto de una huelga general en La Habana, un grupo de miembros del Movimiento 26 de Julio asaltó la tienda con la intención de abastecerse de armas y continuar ese mismo día con un plan de acción de contemplaba la toma de toda La Habana Vieja. El plan fue frustrado por un policía que observó la acción y dio la alerta, por lo que los asaltantes se enfrentaron con las fuerzas policiales a tiros cuando querían escapar. Los hechos finalizaron con una parte del grupo que logró escapar mientras otra parte cubría la retirada. En la acción murieron cuatro miembros del M-26-7.
El triunfo de la Revolución Cubana hizo que en enero de 1960 el lugar fuese declarado sitio histórico y monumento nacional. Desde entonces el gobierno cubano realiza homenajes a los revolucionarios fallecidos en combate. En 1971 el lugar fue habilitado como museo y, posteriormente, en 1993 fue incluido en la red de museos históricos de Cuba conocida como «Oficina del Historiador».
La colección se compone de las armas y cuchillos originalmente a la venta, muchas de ellas para la caza deportiva, que datan de finales del siglo XIX y de comienzos del siglo XX. Posteriormente, Fidel Castro decidió que se exhibiesen las armas utilizadas en la revolución, entre las que se destacan: una carabina M2 utilizada por Ernesto "Che" Guevara en Sierra Maestra así como también un fusil Beretta utilizado por Celia Sánchez, entre otros.